# متحف فيض الزمان
متحف فيض الزمان هو متحف سعودي، مرخص من الهيئة السعودية للسياحة، خاص يقع في حي الرقيقة في مدينة الهفوف المنطقة الشرقية في محافظة الأحساء في المملكة العربية السعودية. ويعد من المتاحف المهمة.

## التأسيس
أسسه ضيف بن أحمد محمد ضيف.

## وصف
المتحف عبارة عن دور أرضي في مبنى مسلح يتكون من قاعتان بينهما ممر وردهة وقد تم عرض مقتنيات ذلك المتحف داخل تلك القاعات وفي الممرات التي بينها وذلك بأسلوب عرض منسق إلا أن كثرة المقتنيات الأثرية والتراثية في ذلك المتحف أثرت بتزاحمها على أسلوب العرض، وقد تم العرض من خلال التعليق على الحائط أو من خلال فاترينات ألمنيوم وستاندات خشبية أو من خلال عرضها على أرفف.

## المحتويات
ومن محتويات المتحف الملابس الرجالية والنسائية وكذلك أواني الطهي والطعام والشراب، وأواني القهوة وأدوات الإضاءة والمباخر، ومجموعة من أدوات الحرب وأدوات الزراعة والري، وبعض الأدوات المدرسية والكتب والمخطوطات.
قال مالك المتحف أن متحفه يتكون من 4 قاعات ويضم مقتنيات تراثيه حول النخلة والحلي والملابس والألعاب، فضلاً عن سيارة روزرايز كلاسيك 79.

## الأيام المتاحة
متاح من السبت إلى الجمعة.

## وصلات خارجية
- متحف فيض الزمان بالاحساء
- متحف فيض الزمان